# Barney Djordjevic
Barney Djordjevic (* 2. Juli 1942 als Slobodan Đorđević; † 16. August 2000) war ein serbisch-US-amerikanischer Fußballspieler auf der Position eines Stürmers und Flügelspielers.

## Karriere
Barney Djordjevic wurde am 2. Juli 1942 unter dem bürgerlichen Namen Slobodan Đorđević geboren; über sein  Leben ist nur sehr wenig bekannt. Seine gesamte aktive Karriere hat er im Amateurfußball bzw. zum Teil auch auf semiprofessioneller Ebene verbracht. Beim Qualifikationsspiel zur WM 1974 gegen Mexiko am 10. September 1972 saß Djordjevic, ein ehemaliger Spieler des New Yorker Teams Intergiuliana in der German American Soccer League (heute Cosmopolitan Soccer League), bereits zwei Stunden vor Spielbeginn auf der Tribüne des Los Angeles Memorial Coliseum. Im Spiel, das das letzte der WM-Qualifikation war, sorgten die Unfähigkeit des Verbandes und einige Verletzungen dafür, dass dem nur kurzzeitig angestellte Trainer Bob Kehoe nur noch zehn Feldspieler zur Verfügung standen. Zwei Spieler, Fred Kovacs und Dieter Ficken, ein deutschstämmiger US-Amerikaner aus New York, wurden kurzfristig eingeflogen und trafen erst zwei Stunden vor Spielbeginn im Stadion ein. Ficken war es auch der Djordjevic auf der Tribüne entdeckte. In weiterer Folge wurde Djordjevic für das Spiel engagiert, bekam seine Spielbekleidung und unterschrieb die nötigen Papiere um am Länderspiel teilzunehmen. Kehoe setzte ihn daraufhin über eine Spielhälfte ein, ehe er ihn durch Johnny Moore ersetzte, der erst zwei Jahre später sein Profidebüt absolvieren sollte. Die Mannschaft verlor das Spiel mit 1:2 gegen die Mexikaner und schaffte somit nicht die Teilnahme an der Weltmeisterschaft. Für Barney Djordjevic war es der letzte öffentliche Auftritt vor seiner Rückkehr nach New York. Am 16. August 2000 starb er dort im Alter von nur 58 Jahren.